# Championnat de Grèce de football 1986-1987
Navigation
Saison précédente Saison suivante
La saison 1986-1987 du Championnat de Grèce de football était la 39e édition de la première division grecque.
Lors de cette saison, le Panathinaikos a tenté de conserver son titre de champion de Grèce face aux quinze meilleurs clubs grecs lors d'une série de matchs se déroulant sur toute l'année.
Les seize clubs participants au championnat ont été confrontés à deux reprises aux quinze autres. Une grève quasi-générale a fortement perturbé la fin de saison puisque 12 des 16 équipes ont refusé de jouer les trois dernières journées de la compétition. Les quatre équipes non-grévistes profiteront de la situation en terminant aux quatre premières places.
À l'issue de la saison, l'Olympiakos remporte le championnat de Grèce, c'est le 25e titre de son histoire.

## Qualifications en Coupe d'Europe
À l'issue de la saison, le club champion se qualifie pour la Coupe d'Europe des clubs champions 1987-88. Le vainqueur de la Coupe de Grèce est quant à lui qualifié pour la Coupe d'Europe des vainqueurs de coupe 1987-88. Enfin, les clubs classés 2e et 3e à l'issue de la saison se qualifient pour la Coupe UEFA 1987-1988 (Si le vainqueur de la Coupe finit à l'une de ces deux places, c'est le club classé 4e qui se qualifie pour cette compétition).

## Les 16 clubs participants
| Club                | Classement 1985-86 | Stade                  | Capacité | Ville         |
| ------------------- | ------------------ | ---------------------- | -------- | ------------- |
| AEK Athènes         | 3                  | Stade Olympique        | 71 030   | Athènes       |
| Apollon Kalamarias  | 9                  | Stade Apollon          | 7 000    | Kalamaria     |
| Apollon Smyrnis     | 11                 | Stade Georgios Kamaras | 14 200   | Athènes       |
| Aris Salonique      | 7                  | Harilaou Stadion       | 18 308   | Salonique     |
| GS Diagoras Rhodes  | Beta Ethniki       | Stade Diagoras         | 7 500    | Rhodes        |
| Doxa Drama          | 14                 | Stade Doxa Drama       | 7 000    | Dráma         |
| Ethnikos Le Pirée   | 12                 | Elliniko Stadium       | 10 800   | Le Pirée      |
| Iraklis Salonique   | 4                  | Stade Kaftantzoglio    | 28 000   | Thessalonique |
| AEL Larissa         | 8                  | Stade Alkazar          | 13 108   | Larissa       |
| OFI Crete           | 2                  | Stade Pankritio        | 26 240   | Heraklion     |
| Olympiakos Le Pirée | 5                  | Stade Karaiskaki       | 33 334   | Le Pirée      |
| Panathinaikos       | 1                  | Stade Olympique        | 71 030   | Athènes       |
| Panionios           | 6                  | Stade Nea Smyrnis      | 11 700   | Athènes       |
| PAOK Salonique      | 10                 | Stade de Toúmba        | 28 701   | Thessalonique |
| PAS Giannina        | 13                 | Stade Zosimades        | 7 500    | Ioannina      |
| PAE Veria           | Beta Ethniki       | Stade de Veria         | 7 000    | Véria         |

## Compétition

### Classement
Le barème de points servant à établir le classement se décompose ainsi :
- Victoire : 2 points
- Match nul : 1 point
- Défaite, forfait ou abandon du match : 0 point

| Rang | Équipe                    | Pts | J  | G  | N  | P  | Bp | Bc | Diff |
| ---- | ------------------------- | --- | -- | -- | -- | -- | -- | -- | ---- |
| 1    | Olympiakos                | 49  | 30 | 22 | 5  | 3  | 54 | 24 | +30  |
| 2    | Panathinaikos (T)         | 39  | 30 | 15 | 9  | 6  | 46 | 30 | +16  |
| 3    | OFI Crete (C)             | 38  | 30 | 17 | 4  | 9  | 44 | 27 | +17  |
| 4    | Panionios                 | 33  | 30 | 11 | 11 | 8  | 36 | 22 | +14  |
| 5    | PAOK Salonique -6         | 29  | 30 | 13 | 9  | 8  | 39 | 23 | +16  |
| 6    | Iraklis Salonique -6      | 25  | 30 | 13 | 5  | 12 | 34 | 32 | +2   |
| 7    | AEK Athènes -9            | 19  | 30 | 10 | 8  | 12 | 31 | 26 | +5   |
| 8    | AEL Larissa -6            | 19  | 30 | 10 | 5  | 15 | 24 | 31 | -7   |
| 9    | PAE Veria (P) -6          | 19  | 30 | 10 | 5  | 15 | 30 | 43 | -13  |
| 10   | Ethnikos Le Pirée -6      | 18  | 30 | 8  | 8  | 14 | 32 | 40 | -8   |
| 11   | Aris Salonique -6         | 18  | 30 | 10 | 4  | 16 | 26 | 30 | -4   |
| 12   | Apollon Kalamarias -6     | 17  | 30 | 8  | 7  | 15 | 21 | 35 | -14  |
| 13   | GS Diagoras Rhodes (P) -6 | 16  | 30 | 9  | 4  | 17 | 29 | 33 | -4   |
| 14   | Doxa Drama -6             | 15  | 30 | 6  | 9  | 15 | 29 | 36 | -7   |
| 15   | Apollon Smyrnis -6        | 14  | 30 | 6  | 8  | 16 | 21 | 40 | -19  |
| 16   | PAS Giannina -6           | 11  | 30 | 5  | 7  | 18 | 14 | 38 | -24  |

| Légende : Qualifications et relégations | Légende : Qualifications et relégations                                                                        |
| --------------------------------------- | --- |
|                                         | Coupe d'Europe des Clubs champions 1987-1988                                                                   |
|                                         | Coupe d'Europe des vainqueurs de coupe 1987-1988                                                               |
|                                         | Coupe UEFA 1987-1988                                                                                           |
|                                         | Relégation en Beta Ethniki                                                                                     |
|                                         | (T) : Tenant du titre 1985-1986 (C) : Vainqueurs de la Coupe de Grèce de football (P) : Promus de Beta Ethniki |

- Toutes les équipes excepté l'Olympiakos, le Panathinaikos, l'OFI Crete et Panionios font grève et ne se présentent pas lors des 3 dernières journées de championnat. Les équipes "grévistes" qui devaient s'affronter ont match perdu sur tapis vert et 2 point de pénalité par match. Les 4 équipes non-grévistes ont eu match gagné sur tapis vert (2-0) lorsqu'elles devaient affronter une équipe gréviste.
- L'AEK Athènes a reçu une pénalité supplémentaire de 3 points pour avoir truqué un match lors de la saison 1985-1986.

### Matchs
| Résultats (▼dom., ►ext.)                                   | AEK | ApS | ApK | Ari | Dia | Dox | Eth | Ira | Lar | OFI | Oly | Pan | Pnn | PAO | Gia | Ver |
| AEK Athènes                                                |     | 2-2 | 2-0 | 1-0 | 0-0 | 1-1 | 2-1 | 0-0 | 1-0 | 0-1 | 0-1 | 0-3 | 1-1 | 1-2 | 2-1 | 5-0 |
| Apollon Smyrnis                                            | 1-1 |     | 0-1 | 0-0 | 1-1 | 1-1 | 1-0 | 0-0 | 1-0 | 1-1 | 1-3 | 0-2 | 0-2 | 2-0 | 0-0 | 1-0 |
| Apollon Kalamarias                                         | 0-2 | 4-1 |     | 1-5 | 0-0 | 1-0 | 1-1 | 1-3 | 0-2 | 1-0 | 0-1 | 2-0 | 0-2 | 0-0 | 1-0 | 0-0 |
| Aris Salonique                                             | 1-3 | 0-1 | 1-1 |     | 2-1 | 2-0 | 0-0 | 1-0 | 2-0 | 2-0 | 2-2 | 1-0 | 0-0 | 0-1 | 1-0 | 0-1 |
| GS Diagoras Rhodes                                         | 0-0 | 2-1 | 0-0 | 2-3 |     | 3-0 | 2-3 | 1-2 | 1-0 | 3-0 | 0-1 | 2-0 | 1-0 | 2-1 | 3-0 | 3-0 |
| Doxa Drama                                                 | 1-1 | 0-0 | 4-0 | 0-0 | 1-1 |     | 2-2 | 0-1 | 0-0 | 2-0 | 0-0 | 1-3 | 1-0 | 1-2 | 2-0 | 3-0 |
| Ethnikos Le Pirée                                          | 1-0 | 0-0 | 1-0 | 1-0 | 2-0 | 1-4 |     | 0-0 | 0-0 | 1-0 | 0-2 | 0-1 | 0-3 | 0-0 | 0-0 | 4-1 |
| Iraklis Salonique                                          | 1-3 | 1-0 | 2-1 | 2-0 | 1-0 | 3-1 | 4-3 |     | 5-2 | 0-2 | 0-2 | 0-2 | 1-1 | 1-1 | 2-0 | 0-1 |
| AEL Larissa                                                | 0-1 | 2-0 | 1-1 | 1-0 | 1-0 | 2-0 | 1-0 | 0-1 |     | 3-1 | 1-2 | 1-1 | 1-0 | 2-1 | 0-0 | 2-0 |
| OFI Crete                                                  | 1-0 | 1-0 | 3-0 | 3-1 | 3-0 | 3-2 | 2-0 | 2-0 | 3-1 |     | 4-1 | 1-1 | 2-1 | 1-1 | 3-0 | 2-0 |
| Olympiakos                                                 | 2-0 | 3-1 | 2-0 | 1-2 | 4-0 | 2-0 | 2-0 | 1-0 | 3-0 | 2-1 |     | 2-1 | 1-0 | 1-1 | 3-2 | 1-0 |
| Panathinaikos                                              | 1-1 | 2-0 | 0-0 | 2-0 | 3-1 | 2-1 | 3-6 | 3-1 | 2-1 | 2-1 | 1-1 |     | 2-2 | 0-0 | 3-0 | 2-1 |
| Panionios                                                  | 1-1 | 5-1 | 0-1 | 3-0 | 1-0 | 0-0 | 1-1 | 1-0 | 2-0 | 0-0 | 1-3 | 0-0 |     | 2-0 | 3-0 | 3-1 |
| PAOK Salonique                                             | 1-0 | 3-0 | 1-1 | 2-0 | 0-0 | 4-1 | 2-1 | 1-0 | 0-0 | 2-0 | 4-1 | 2-3 | 4-1 |     | 3-1 | 0-0 |
| PAS Giannina                                               | 2-0 | 0-3 | 1-0 | 0-0 | 1-0 | 0-0 | 1-1 | 0-1 | 0-0 | 0-1 | 0-2 | 1-0 | 0-0 | 0-0 |     | 3-1 |
| PAE Veria                                                  | 0-0 | 3-1 | 0-3 | 1-0 | 2-0 | 1-0 | 5-2 | 2-2 | 3-0 | 0-2 | 2-2 | 1-1 | 0-0 | 1-0 | 3-1 |     |
| - Victoire à domicile - Match nul - Victoire à l'extérieur |     |     |     |     |     |     |     |     |     |     |     |     |     |     |     |     |

## Bilan de la saison
| Tableau d'Honneur                |            |
| Compétition                      | Vainqueur  |
| Championnat de Grèce de football | Olympiakos |
| Coupe de Grèce de football       | OFI Crete  |

| Qualifications européennes 1987-1988             |                         |
| Coupe d'Europe des Clubs champions 1987-1988     | Qualifié                |
| 1er tour                                         | Olympiakos              |
| Coupe d'Europe des vainqueurs de Coupe 1987-1988 | Qualifié                |
| 1er tour                                         | OFI Crete               |
| Coupe UEFA 1987-1988                             | Qualifiés               |
| 1er tour                                         | Panathinaikos Panionios |

| Promotions et relégations |                                           |
| Relégués en Beta Ethniki  | Doxa Drama Apollon Smyrnis PAS Giannina   |
| Promus de Beta Ethniki    | Panserraikos FC Panachaiki APO Levadiakos |

## Statistiques

### Meilleurs buteurs
| # | Buteurs                 | Clubs             | Nb de Buts |
| - | ----------------------- | ----------------- | ---------- |
| 1 | Níkos Anastópoulos      | Olympiakos        | 16         |
| 2 | D. Vultchev             | Doxa Drama        | 13         |
| 2 | Giorgios Vlastos        | OFI Crete         | 13         |
| 2 | Dimitrios Saravakos     | Panathinaikos     | 13         |
| 5 | Sakis Anastasiadis      | Iraklis Salonique | 10         |
| 5 | Panagiotis Tsalouchidis | PAE Veria         | 10         |